# Comuna Frunze, Domanivka
Frunze (în ucraineană Фрунзе) este o comună în raionul Domanivka, regiunea Mîkolaiiv, Ucraina, formată din satele Frunze (reședința), Oleksandrodar și Sîla.

## Demografie
Componența lingvistică a comunei Frunze
     Ucraineană (95,47%)
     Rusă (2,5%)
     Română (1,93%)
     Alte limbi (0,1%)
Conform recensământului din 2001, majoritatea populației comunei Frunze era vorbitoare de ucraineană (95,47%), existând în minoritate și vorbitori de rusă (2,5%) și română (1,93%).